# 柚香光
柚香 光（ゆずか れい、1992年3月5日 - ）は、元宝塚歌劇団花組トップスター。
東京都杉並区、区立和泉中学校出身。身長171cm。血液型O型。愛称は「れい」「れいちゃん」
所属事務所はスターダストプロモーション。

## 来歴
2007年、宝塚音楽学校入学。
2009年、音楽学校卒業後、宝塚歌劇団に95期生として入団。入団時の成績は20番。宙組公演「薔薇に降る雨／Amour それは…」で初舞台。その後、花組に配属。
華やかな容姿と圧倒的なダンス力で早くから注目を集め、2014年、蘭寿とむ退団公演となる「ラスト・タイクーン」で、新人公演初主演。その後も3度に渡って新人公演主演を務める。同年の「ノクターン」でバウホール公演初主演。
2015年、明日海りお・花乃まりあトップコンビ大劇場お披露目となる「カリスタの海に抱かれて／宝塚幻想曲」より、新生花組の3番手に昇格。
2017年の「はいからさんが通る」（ドラマシティ・日本青年館公演）で、東上公演初主演。
2018年の「ポーの一族」より花組新2番手となる。同年の「メランコリック・ジゴロ／EXCITER!!2018」で、全国ツアー公演初主演。
2019年の「花より男子」（TBS赤坂ACTシアター公演）で、2度目の東上公演主演。同年11月25日付で花組トップスターに就任。95期から礼真琴に続いて2人目、花組からは12年ぶりに誕生した生え抜きのトップスターとなった。相手役に前任から引き続いて華優希を迎え、翌年、自身初の東上主演作の再演となる「はいからさんが通る」で、トップコンビ大劇場お披露目。新型コロナウイルス感染拡大による公演休止期間を経て、約4ヶ月遅れでの大劇場お披露目となった。
2021年、華の退団に伴い、星風まどかを2人目の相手役に迎え、「元禄バロックロック／The Fascination!」で、新トップコンビ大劇場お披露目。
2024年5月26日、「アルカンシェル」東京公演千秋楽をもって、宝塚歌劇団を星風と同時退団。花組トップコンビの同時退団は、1998年の真矢みき・千ほさち以来26年ぶりのこととなった。
退団後はスターダストプロモーション所属となり、芸能活動を再開。
2024年11月9日、オフィシャルファンクラブ「RAY COMPANY」を開設。

## 宝塚歌劇団時代の主な舞台

### 初舞台
- 2009年4 - 5月、宙組『薔薇に降る雨』『Amour それは…』（宝塚大劇場のみ）[12]

### 花組時代
- 2009年9 - 11月、『外伝 ベルサイユのばら-アンドレ編-』 - 衛兵隊、新人公演：衛兵隊／村人『EXCITER!!』
- 2010年3 - 5月、『虞美人』 - 新人公演：曹参（本役：鳳真由）
- 2010年7 - 10月、『麗しのサブリナ』 - アンドリュー、新人公演：フランク（本役：望海風斗）『EXCITER!!』
- 2010年11 - 12月、『メランコリック・ジゴロ』『ラブ・シンフォニー』（全国ツアー）[13]
- 2011年2 - 4月、『愛のプレリュード』 - 新人公演：デューイ・スタイン（本役：朝夏まなと）『Le Paradis!!（ル パラディ）』
- 2011年6 - 9月、『ファントム』 - 従者、新人公演：セルジョ（本役：朝夏まなと／華形ひかる）
- 2011年10 - 11月、『カナリア』（ドラマシティ・日本青年館） - 小悪魔
- 2012年1 - 3月、『復活-恋が終わり、愛が残った-』 - 新人公演：ウラジミール・シモンソン（本役：愛音羽麗）『カノン』
- 2012年5月、『近松・恋の道行』（バウホール・日本青年館） - 徳兵衛
- 2012年7 - 10月、『サン＝テグジュペリ』 - 新人公演：ホルスト・リッパート／ヘビ（本役：望海風斗）『CONGA!!』
- 2012年11月、『Victorian Jazz（ヴィクトリアン ジャズ）』（バウホール） - エドワード皇太子
- 2012年12月、専科『おかしな二人』（日本青年館） - ロイ
- 2013年2 - 5月、『オーシャンズ11』 - ターク・モロイ、新人公演：テリー・ベネディクト（本役：望海風斗）[8]
- 2013年6月、『フォーエバー・ガーシュイン』（バウホール） - フレッド・アステア
- 2013年8 - 11月、『愛と革命の詩（うた）-アンドレア・シェニエ-』 - Angel Black、新人公演：カルロ・ジェラール（本役：明日海りお）『Mr. Swing!』
- 2013年12月、『New Wave!-花-』（バウホール）
- 2014年2 - 5月、『ラスト・タイクーン -ハリウッドの帝王、不滅の愛-』 - アイザック、新人公演：モンロー・スター（本役：蘭寿とむ）『TAKARAZUKA ∞ 夢眩』 新人公演初主演[13][16][8][10]
- 2014年6 - 7月、『ノクターン-遠い夏の日の記憶-』（バウホール） - ウラジミール バウ初主演[12][13][16][8][10][18]
- 2014年8 - 11月、『エリザベート-愛と死の輪舞（ロンド）-』 - ジュラ[注釈 1]／ルドルフ[注釈 1]、新人公演：トート（本役：明日海りお） 新人公演主演[10][12][13]
- 2015年1月、『風の次郎吉-大江戸夜飛翔-』（ドラマシティ・日本青年館） - 勇人[10]
- 2015年3 - 6月、『カリスタの海に抱かれて』 - ナポレオン・ボナパルト、新人公演：マリウス・ベルトラム・ドゥ・シャレット（本役：鳳月杏）『宝塚幻想曲（タカラヅカ ファンタジア）』[11]
- 2015年7 - 8月、『ベルサイユのばら-フェルゼンとマリー・アントワネット編-』 - オスカル・フランソワ・ド・ジャルジェ『宝塚幻想曲（タカラヅカ ファンタジア）』（梅田芸術劇場・台北国家戯劇院）[13][16][7]
- 2015年10 - 12月、『新源氏物語』 - 六条御息所／柏木、新人公演：光源氏（本役：明日海りお）『Melodia-熱く美しき旋律-』 新人公演主演[9]
- 2016年2 - 3月、『For the people-リンカーン 自由を求めた男-』（ドラマシティ・KAAT神奈川芸術劇場） - フレデリック・ダグラス
- 2016年4 - 7月、『ME AND MY GIRL』 - ジャクリーン・カーストン（ジャッキー）[注釈 2]／セドリック・パーチェスター[注釈 3]
- 2016年8月、『Bow Singing Workshop〜花〜』（バウホール）
- 2016年11 - 2017年2月、『雪華抄（せっかしょう）』『金色（こんじき）の砂漠』 - 求婚者テオドロス
- 2017年3 - 4月、『仮面のロマネスク』 - フレデリーク・ダンスニー男爵『EXCITER!!2017』（全国ツアー）
- 2017年6 - 8月、『邪馬台国の風』 - フルドリ『Santé!!』
- 2017年10月、『はいからさんが通る』（ドラマシティ・日本青年館） - 伊集院忍 東上初主演[12][13][16][15][18][17][7]
- 2018年1 - 3月、『ポーの一族』 - アラン・トワイライト[14]
- 2018年5月、『あかねさす紫の花』 - 天比古[注釈 2]／大海人皇子[注釈 4]『Sante!!』（博多座）[13][16]
- 2018年7 - 10月、『MESSIAH（メサイア）-異聞・天草四郎-』 - 山田祐庵『BEAUTIFUL GARDEN-百花繚乱-』
- 2018年11 - 12月、『メランコリック・ジゴロ』 - ダニエル『EXCITER!!2018』（全国ツアー） 全国ツアー初主演[13][15]
- 2019年2 - 4月、『CASANOVA』 - アントーニオ・コンデュルメル・ディ・ピエトロ
- 2019年6 - 7月、『花より男子』（TBS赤坂ACTシアター） - 道明寺司 東上主演[16][15][18][7]
- 2019年6月、『恋スルARENA』（横浜アリーナ）[注釈 5][12]
- 2019年8 - 11月、『A Fairy Tale -青い薔薇の精-』 - ハーヴィー・ロックウッド『シャルム!』

### 花組トップスター時代
- 2020年1月、『DANCE OLYMPIA』（東京国際フォーラム） - アキレウス トップお披露目公演[15][18]
- 2020年7 - 11月、『はいからさんが通る』 - 伊集院忍 大劇場トップお披露目公演[19][17]
- 2021年1 - 2月、『NICE WORK IF YOU CAN GET IT』（東京国際フォーラム・梅田芸術劇場） - ジミー・ウィンター
- 2021年4 - 7月、『アウグストゥス-尊厳ある者-』 - ガイウス・オクタヴィウス『Cool Beast!!』[7]
- 2021年8 - 9月、『哀しみのコルドバ』 - エリオ・サルバドール『Cool Beast!!』（全国ツアー）[23]
- 2021年11 - 2022年2月、『元禄バロックロック』 - クロノスケ『The Fascination（ザ ファシネイション）!』[20]
- 2022年3 - 4月、『TOP HAT』（梅田芸術劇場） - ジェリー・トラバース[3]
- 2022年6 - 9月、『巡礼の年〜リスト・フェレンツ、魂の彷徨〜』 - フランツ・リスト『Fashionable Empire』[24]
- 2022年10 - 11月、『フィレンツェに燃える』 - アントニオ『Fashionable Empire』（全国ツアー）[25]
- 2023年1 - 3月、『うたかたの恋』 - ルドルフ『ENCHANTEMENT（アンシャントマン）-華麗なる香水（パルファン）-』[26]
- 2023年4 - 5月、『二人だけの戦場』（梅田芸術劇場・東京建物 Brillia HALL） - ティエリー・シンクレア[27]
- 2023年7 - 10月、『鴛鴦歌合戦（おしどりうたがっせん）』 - 浅井礼三郎『GRAND MIRAGE!』[28]
- 2023年11 - 12月、『BE SHINING!!』（昭和女子大学人見記念講堂・神戸国際会館）[29]
- 2024年2 - 5月、『アルカンシェル』 - マルセル・ドーラン 退団公演[30][21]

### 出演イベント
- 2011年11月、第51回『宝塚舞踊会』
- 2013年6 - 7月、『宝塚巴里祭2013-La Chanson de Paris 99-』[31]
- 2014年12月、タカラヅカスペシャル2014『Thank you for 100 years』[10]
- 2016年4月、『ME AND MY GIRL』前夜祭
- 2016年9月、轟悠ディナーショー『Prelude of Yū』[32]
- 2016年12月、タカラヅカスペシャル2016『Music Succession to Next』
- 2017年12月、タカラヅカスペシャル2017『ジュテーム・レビュー-モン・パリ誕生90周年-』
- 2018年12月、タカラヅカスペシャル2018『Say!Hey!Show Up!!』
- 2019年12月、タカラヅカスペシャル2019『Beautiful Harmony』[33]
- 2024年3 - 4月、柚香光ディナーショー『Expression!』 主演

## 宝塚歌劇団退団後の主な活動

### 舞台
- 2024年12月、『RUNWAY』（梅田芸術劇場・KAAT神奈川芸術劇場）[34]
- 2025年5 - 7月、劇団☆新感線 いのうえ歌舞伎【譚】Retrospective『紅鬼物語』（SkyシアターMBS、シアターH）[35][36]
- 2025年7月、『バーン・ザ・フロア』（フェスティバルホール）[注釈 6][37]
- 2025年12月 - 2026年2月『十二国記 -月の影 影の海-』（日生劇場・博多座・梅田芸術劇場・御園座） - ヨウコ（中嶋陽子）[38][39]

### コンサート
- 2024年9月、『TABLEAU』（ドラマシティ・東京国際フォーラム・御園座）[2]
- 2025年1月、『マチュー・ガニオ スペシャル・ガラ ニューイヤーコンサート』（フェスティバルホール・Niterra日本特殊陶業市民会館・NHKホール）[40][41]

### ラジオドラマ
- 青春アドベンチャー（NHK-FM）
  - 「海の綺士団 -Umi no kishidan-」（2025年4月・全15回） - アシェル・ジョアン・ド・フレーヴェル[42]

## 広告
- 2017 - 2024年、『JOSEPH』[2]
- 2020 - 2023年、『チャコット・コスメティクス』[2]

## 受賞歴
- 2014年、『阪急すみれ会パンジー賞』 - 新人賞[43]
- 2015年、『宝塚歌劇団年度賞』 - 2014年度新人賞[44]
- 2018年、『宝塚歌劇団年度賞』 - 2017年度努力賞[45]
- 2021年、『阪急すみれ会パンジー賞』 - 男役賞[46]
- 2022年、『宝塚歌劇団年度賞』 - 2021年度優秀賞[47]